# زواج المثليين في جزر ماريانا الشمالية
أصبح زواج المثليين قانونيا في الإقليم غير المدمج للولايات المتحدة جزر ماريانا الشمالية بعد حكم المحكمة العليا الأمريكية في قضية أوبرغيفل ضد هودجز 26 يونيو 2015، والذي أقر أن حظر زواج المثليين غير دستوري. في 29 يونيو 2015، أشاد الحاكم إيلوي إينوس بالقرار باعتباره «تاريخيًا» في بيان وقال إنه سيعمل مع النائب العام والمسؤولين المحليين في جزر ماريانا الشمالية ليمتثل الإقليم للحكم. أصدر المدعي العام إدوارد مانيبوسان مذكرة في 30 يونيو تؤكد أن الإقليم ملزم بقرار المحكمة، ووصف قوانينه التي تحدد الزواج بين الرجل والمرأة بأنها «غير قانونية وغير قابلة للتنفيذ»، وتحديث طلب الزواج الخاص بها لتوفير الزواج للأزواج المثليين.

## تاريخ
لا يوجد أي حظر على زواج المثليين في قانون الإقليم، ولا يحدد النظام الأساسي جنس أطراف الزواج بين مواطني جزر ماريانا الشمالية. تفترض أحكام أخرى أن أطراف الزواج من الجنس الآخر. فيما يتعلق بالزواج الذي يشمل شخصًا واحدًا أو أكثر من غير المواطنين، فإن القوانين تنص على ما يلي: «لا يقل عمر الرجل وقت التعاقد عن 18 عامًا وأنثى عمرها 16 عامًا على الأقل...» تفترض القوانين المتعلقة بالطلاق أن الشركاء في الزواج هم الزوج والزوجة.
في ديسمبر 2004، صوت مجلس النواب لجزر ماريانا الشمالية 15 لصالح مقابل أي صوت ضد
مع امتناع عضو واحد عن التصويت (15-0-1) لصالح التعديل الدستوري الذي يحظر زواج المثليين. ولكن، فشل التعديل الدستوري، في المرور في مجلس الشيوخ.
كانت قرارات محكمة الدائرة التاسعة للاستئناف التي وجدت حظر زواج المثليين في ولاية نيفادا وأيداهو غير دستوري ملزمة سابقة في المحاكم الاتحادية في جزر ماريانا الشمالية قبل قضية أوبرغيفل ضد هودجز. ومع ذلك، بين أكتوبر 2014 عندما دخلت السابقة حيز التنفيذ، وحزيران/يونيو عندما ألغت المحكمة العليا الأمريكية جميع الحظر في الولايات والأقاليم الأمريكية، لم يرفع أي من الأزواج المثليين دعوى في المحكمة المحلية لجزر ماريانا الشمالية لإجبار القضية.

## إحصاءات الزواج
منذ تشريعه في يونيو 2015، أصبحت جزر ماريانا الشمالية وجهة زواج شعبية للأزواج المثليين، لا سيما بين السياح الصينيين.
أجرى رئيس بلدية سايبان ديفيد أباتانغ أول زواج من نفس الجنس في الإقليم في 22 يوليو 2015، قائلًا إنه «التزام قانوني» بأداء الزواج. وقال إنه كان يتبع مذكرة 30 يونيو الصادرة عن النائب العام. تم استخدام نسخة محدثة من نموذج زواج جزر ماريانا الشمالية المقدم من مكتب المدعي العام للزوجين. بحلول أواخر أغسطس 2015، عقد أباتانغ 3 حالات زواج مثلية.
بحلول 13 ديسمبر 2016، تزوج 25 من اللازواج المثليين في سايبان. من هؤلاء، تزوج 12 في عام 2015. وكان معظم الأزواج من الصين. وكانت هناك أيضا أزواج من كوريا الجنوبية والفلبين.
تم إجراء 14 زواجًا مثليا في سايبان بين 1 يناير و 15 مارس 2017. تم عقد ما مجموعه 88 زواج مثلي في سايبان في عام 2017. وكان من بينها 63 بين الزوجات المثليات من الإناث و 25 بين الأزواج المثليين من الذكور.
تم إجراء أول زواج مثلي في تينيان في 24 يونيو 2017.
تم إجراء 90 زواجًا مثليا في سايبان في النصف الأول من عام 2018. ومن بين هذه الزيجات 61 بين الزوجات المثليات من الإناث و 29 بين الأزواج المثليين من الذكور. شكلت حالات زواج المثليين 77% من جميع حالات الزواج التي أجريت في الجزيرة خلال ذلك الوقت (كان هناك 27 حالات زواج المغايرين؛ أي ما مجموعه 117 زواج). جاء معظم الأزواج المثليين من الصين، ولكن كان هناك أيضًا من روسيا وكوريا الجنوبية وبنغلاديش.